# Volcano (Satyricon)
Volcano è il quinto album in studio del gruppo musicale black metal norvegese Satyricon, pubblicato il 25 ottobre 2002. Nel 2004 l'album è stato ristampato dalla Red Ink Records con l'aggiunta del video di "Fuel for Hatred".

## Tracce
1. With Ravenous Hunger – 6:40
2. Angstridden – 6:22
3. Fuel for Hatred – 3:53
4. Suffering the Tyrants – 5:07
5. Possessed – 5:21
6. Repined Bastard Nation – 5:44
7. Mental Mercury – 6:52
8. Black Lava – 14:31
9. Live Through Me – 4:47*
10. Existential Fear-questions – 5:34*

* Tracce bonus nel LP pubblicato dalla Moonfog Productions

## Formazione
- Satyr - voce, chitarra, basso
- Frost - batteria
- Anja Garbarek - voce